# Jelle Vossen
Jelle Vossen (Bilzen, 22 marzo 1989) è un calciatore belga, attaccante dello Zulte Waregem.

## Biografia
È il figlio di Rudy Vossen, ex terzino sinistro del Belgio

## Caratteristiche tecniche
Nel 2010 è stato inserito nella lista dei migliori calciatori nati dopo il 1989 stilata da Don Balón.

## Carriera

### Club

#### Genk e il prestito al Cercle Brugge
Inizia la sua carriera facendo tutta la trafila delle giovanili nel Genk, ed esordisce in prima squadra il 3 novembre 2006; segna invece il suo primo goal il 24 febbraio 2007 contro il Roeselare.
Nella stagione 2009-2010 va in prestito al Cercle Brugge dove parte segnando 4 gol in 9 partite, poi un infortunio lo blocca per tre mesi. Al rientro riesce a segnare 2 gol in 11 incontri. Colleziona in totale 26 presenze ed 8 gol (di cui 2 in coppa di Belgio in 6 presenze).
Rientra al Genk nella stagione 2010-2011 dove diventa titolare, e nell'agosto del 2010 rinnova il contratto per altri cinque anni. Resta con il Genk fino all'inizio della stagione 2014-2015 totalizzando in tutto 105 gol in 246 presenze.

#### Middlesbrough
Nell'agosto del 2014 viene ceduto in prestito con diritto di riscatto fissato a 1.500.000 di euro al Middlesbrough in Inghilterra.

### Nazionale
Ha giocato numerose partite con le varie nazionali giovanili belghe.
Ha esordito con la nazionale maggiore del Belgio il 29 maggio 2009 all'età di vent'anni nell'amichevole contro il Cile (1-1).
Il 12 ottobre 2010 segna il suo primo gol in nazionale, nel rocambolesco 4-4 contro l'Austria.

## Statistiche

### Cronologia presenze e reti in nazionale
| Cronologia completa delle presenze e delle reti in nazionale ― Belgio | Cronologia completa delle presenze e delle reti in nazionale ― Belgio | Cronologia completa delle presenze e delle reti in nazionale ― Belgio | Cronologia completa delle presenze e delle reti in nazionale ― Belgio | Cronologia completa delle presenze e delle reti in nazionale ― Belgio | Cronologia completa delle presenze e delle reti in nazionale ― Belgio | Cronologia completa delle presenze e delle reti in nazionale ― Belgio | Cronologia completa delle presenze e delle reti in nazionale ― Belgio |
| Data                                                                  | Città                                                                 | In casa                                                               | Risultato                                                             | Ospiti                                                                | Competizione                                                          | Reti                                                                  | Note                                                                  |
| --------------------------------------------------------------------- | --------------------------------------------------------------------- | --------------------------------------------------------------------- | --------------------------------------------------------------------- | --------------------------------------------------------------------- | --------------------------------------------------------------------- | --------------------------------------------------------------------- | --------------------------------------------------------------------- |
| 29-5-2009                                                             | Chiba                                                                 | Belgio                                                                | 1 – 1                                                                 | Cile                                                                  | Kirin Cup                                                             | -                                                                     | 90+1’                                                                 |
| 31-5-2009                                                             | Tokyo                                                                 | Giappone                                                              | 4 – 0                                                                 | Belgio                                                                | Kirin Cup                                                             | -                                                                     | 69’                                                                   |
| 3-9-2010                                                              | Bruxelles                                                             | Belgio                                                                | 0 – 1                                                                 | Germania                                                              | Qual. Euro 2012                                                       | -                                                                     | 83’                                                                   |
| 8-10-2010                                                             | Astana                                                                | Kazakistan                                                            | 0 – 2                                                                 | Belgio                                                                | Qual. Euro 2012                                                       | -                                                                     | 19’                                                                   |
| 12-10-2010                                                            | Bruxelles                                                             | Belgio                                                                | 4 – 4                                                                 | Austria                                                               | Qual. Euro 2012                                                       | 1                                                                     |                                                                       |
| 17-11-2010                                                            | Voronež                                                               | Russia                                                                | 0 – 2                                                                 | Belgio                                                                | Amichevole                                                            | -                                                                     | 75’                                                                   |
| 29-3-2011                                                             | Bruxelles                                                             | Belgio                                                                | 4 – 1                                                                 | Azerbaigian                                                           | Qual. Euro 2012                                                       | 1                                                                     |                                                                       |
| 3-6-2011                                                              | Bruxelles                                                             | Belgio                                                                | 1 – 1                                                                 | Turchia                                                               | Qual. Euro 2012                                                       | -                                                                     | 88’                                                                   |
| 11-11-2011                                                            | Liegi                                                                 | Belgio                                                                | 2 – 1                                                                 | Romania                                                               | Amichevole                                                            | -                                                                     | 66’ 90’                                                               |
| 15-11-2011                                                            | Saint-Denis                                                           | Francia                                                               | 0 – 0                                                                 | Belgio                                                                | Amichevole                                                            | -                                                                     | 22’ 70’                                                               |
| 14-11-2012                                                            | Bucarest                                                              | Romania                                                               | 2 – 1                                                                 | Belgio                                                                | Amichevole                                                            | -                                                                     | 57’                                                                   |
| 19-11-2013                                                            | Bruxelles                                                             | Belgio                                                                | 2 – 3                                                                 | Giappone                                                              | Amichevole                                                            | -                                                                     | 75’                                                                   |
| Totale                                                                |                                                                       | Presenze                                                              | 12                                                                    |                                                                       | Reti                                                                  | 2                                                                     |                                                                       |

## Palmarès

### Club

#### Competizioni nazionali
- Campionato belga: 2

Club Bruges: 2015-2016, 2017-2018
- Coppa del Belgio: 1

Genk: 2012-2013
- Supercoppa del Belgio: 2

Club Bruges: 2016, 2018
- Challenger Pro League: 1

Zulte Waregem: 2024-2025

### Individuale
- Capocannoniere della Challenger Pro League: 1

2024-2025 (15 reti)